# Рюлье, Жулиан
Жулиа́н Лами́н Серж Даниэ́ль Рюлье́ (фр. Julian Lamine Serge Daniel Rullier, род. 4 апреля 1990, Ницца), выступающий также под именем Кейта́ (фр. Keita) — французский футболист, защитник

## Биография
Воспитанник футбольной школы «Монако». Профессиональную карьеру начал в «Транзите» из Вентспилса, где провёл 2 года. Затем по сезону отыграл за греческий «Руф» и литовский «Атлантас». После этого вернулся на родину, где выступал за любительский «Вильфранш Божоле», а позже — за вторую команду «Монако»
В марте 2018 года подписал контракт с кропивницкой «Звездой». Дебютировал в украинской Премьер-лиге 10 марта 2018 года, на 55-й минуте домашнего матча против каменской «Стали» заменив Ярослава Ямполя. В июне того же года покинул украинский клуб.